# Venetie (Alaska)
Venetie es un lugar designado por el censo (en inglés, census-designated place, CDP) ubicado en el área censal de Yukón–Koyukuk, Alaska, Estados Unidos. Según el censo de 2020, tiene una población de 205 habitantes.
Incluye la aldea de Venetie, una entidad tribal gwich'in designada en la Ley de Liquidación de Reclamaciones de Nativos de Alaska (Alaska Native Claims Settlement Act) de 1971.

## Geografía
Está ubicado en las coordenadas 67°1′14″N 146°22′27″O / 67.02056, -146.37417 (67.020691, -146.374273). Según la Oficina del Censo de los Estados Unidos, Venetie tiene una superficie total de 59.59 km², correspondientes en su totalidad a tierra firme.

## Demografía
Según el censo de 2020, hay 205 personas residiendo en Venetie. La densidad de población es de 3,44 hab./km². El 93.17% son nativos de Alaska, el 5.85% son blancos y el 0.98% son de una mezcla de razas. Del total de la población, el 0.49% es hispano o latino.